# Арцакена
Арцакѐна (на италиански: Arzachena; на сардински: Altzaghèna, Алцагена, на местен диалект Alzachena, Алцакена) е град и община в Южна Италия, провинция Сасари, автономен регион и остров Сардиния. Разположен е на 83 m надморска височина. Населението на общината е 12 817 души (към 2013 г.).
В общинската територия се намира морският курорт Порто Черво и известната курортна зона, наричана Изумруден бряг.